# Reserva Natural de Nabala-Tuhala
A Reserva Natural de Nabala-Tuhala é uma reserva natural localizada no condado de Rapla, na Estónia.
A área da reserva natural é de 4926 hectares.
A área protegida foi fundada em 1998 com base na antiga Área de Conservação da Paisagem de Tuhala e na Reserva Natural de Alema.